# Jégkorong a 2017. évi téli európai ifjúsági olimpiai fesztiválon
A 2017. évi téli európai ifjúsági olimpiai fesztivál jégkorong mérkőzéseit Törökországban, Erzurumban, az Erzurum GSIM Jégcsarnok-ban rendezték február 13. és 17-e között.

## Érmesek
| A 2017. évi téli európai ifjúsági olimpiai fesztivál érmesei férfi jégkorongban | A 2017. évi téli európai ifjúsági olimpiai fesztivál érmesei férfi jégkorongban | A 2017. évi téli európai ifjúsági olimpiai fesztivál érmesei férfi jégkorongban | A 2017. évi téli európai ifjúsági olimpiai fesztivál érmesei férfi jégkorongban |
| --- | --- | --- | ------------------------------------------------------------------------------- |
| Arany | Ezüst | Bronz |                                                                                 |
| Oroszország · Vasily Podkolzin · Danil Zinovyev · Ilya Nikolaev · Mikhail Stikhanovskiy · Sergei Ianevskii · Egor Serdyuk · Aleksandr Gordin · Aleksei Tsyplakov · Ilya Safonov · Egor Arbuzov · Nikolai Burenov · Aleksandr Chernyi · Dmitrii Tiuvilin · Makar Chufarov · Daniil Gutik · Artem Zarubin · Iaroslav Likhachev · Artemii Kniazev · Daniil Chechelev · Matvey Guskov | Fehéroroszország · Ilya Salauyou · Ilya Krylovich · Vadzim Shchochyn · Kiryl Miazheinikau · Kiryl Fiadosau · Mikita Pyshkaila · Kiryl Leushunou · Mikhail Kavaliou · Ivan Puseu · Mikita Talapila · Viktar Masilevich · Kiryl Ihnatau · Kiryl Andreyeu · Matsvei Kurylovich · Ivan Niakrasau · Aliaksei Katsialouski · Uladzislau Barkouski · Pavel Azhgirei · Pavel Dzianisau · Uladzislau Koliachonok | Szlovákia · Oliver Minko · Kristian Kovacik · Adam Pauliny · Matej Ilencik · Martin Vitalos · Peter Melcher · Adam Kobolka · Oliver Okuliar · Alexander Hvizdos · Matej Batory · Ivan Hryzak · Robert Dzugan · Oliver Turan · Sebastian Hudec · Alexander Zekucia · Marcel Dlugos · Jan Sarvas · Martin Fasko - Rudas · Dominik Seliga · Michal Vojvoda |                                                                                 |

## Csoportkör

### A csoport
| Nemzet        | M | Gy | HGy | HV | V | G+ | G- | Gk  | P |
| ------------- | - | -- | --- | -- | - | -- | -- | --- | - |
| Oroszország   | 2 | 2  | 0   | 0  | 0 | 51 | 0  | +51 | 6 |
| Franciaország | 2 | 1  | 0   | 0  | 1 | 10 | 9  | +1  | 3 |
| Törökország   | 2 | 0  | 0   | 0  | 2 | 0  | 52 | −52 | 0 |

| 2017. február 13. 15:00 | Törökország | 0 – 42 (0 – 15, 0 – 12, 0 – 15) | Oroszország | Erzurum GSIM Jégcsarnok, Erzurum Nézőszám: 600 |

| Jegyzőkönyv | Jegyzőkönyv | Jegyzőkönyv | Jegyzőkönyv | Jegyzőkönyv                                                                      |
| --- | ----------- | --- | ----------- | -------------------------------------------------------------------------------- |
| |             | |             | Játékvezetők: Kincses Gergely Vedran Krcelic Vonalbírók: Murat Aygun Berger Ákos |
| \| \| Gólok \| 01:34 – (EQ) Ilya Safonov 04:01 (PP1) – Artemii Kniazev 04:36 – (EQ) Artemii Kniazev 05:31 – (EQ) Danil Zinovyev 05:47 – (EQ) Aleksandr Gordin 09:45 – (EQ) Aleksandr Chernyi 10:48 – (PP1) Artemii Kniazev 11:29 – (EQ) Iaroslav Likhachev 12:16 – (EQ) Aleksandr Chernyi 13:09 – (EQ) Daniil Gutik 14:00 – (EQ) Vasily Podkolzin 14:15 – (EQ) Iaroslav Likhachev / 14:56 – (EQ) Aleksandr Gordin / 16:27 – (EQ) Danil Zinovyev / 17:14 – (EQ) Vasily Podkolzin / 22:20 – (EQ) Matvey Guskov / 26:41 – (EQ) Matvey Guskov / 26:52 – (EQ) Danil Zinovyev / 28:19 – (EQ) Dmitrii Tiuvilin / 28:26 – (EQ) Egor Serdyuk / 29:35 – (EQ) Ilya Nikolaev / 31:47 – (EQ) Egor Serdyuk / 35:00 – (EQ) Egor Serdyuk / 35:46 – (EQ) Egor Serdyuk / 36:31 – (EQ) Aleksei Tsyplakov / 37:23 – (EQ) Vasily Podkolzin / 37:56 – (EQ) Ilya Safonov / 41:53 – (EQ) Egor Serdyuk / 44:04 – (EQ) Aleksandr Chernyi / 44:28 – (EQ) Mikhail Stikhanovskiy / 45:02 – (EQ) Nikolai Burenov / 46:45 – (EQ) Artemii Kniazev / 49:26 – (EQ) Egor Serdyuk / 50:00 – (EQ) Aleksandr Gordin / 51:52 – (SH1) Daniil Gutik / 52:10 – (SH1) Daniil Gutik / 53:50 – (PP1) Dmitrii Tiuvilin / 55:05 – (EQ) Iaroslav Likhachev / 55:10 – (EQ) Iaroslav Likhachev / 56:12 – (EQ) Daniil Gutik / 57:44 – (PP1) Iaroslav Likhachev / 58:17 – (EQ) Matvey Guskov \| |             | |             |                                                                                  |
| 14 perc | Büntetések  | 4 perc |             |                                                                                  |
| 9 | Lövések     | 113 |             |                                                                                  |
| | Gólok       | 01:34 – (EQ) Ilya Safonov 04:01 (PP1) – Artemii Kniazev 04:36 – (EQ) Artemii Kniazev 05:31 – (EQ) Danil Zinovyev 05:47 – (EQ) Aleksandr Gordin 09:45 – (EQ) Aleksandr Chernyi 10:48 – (PP1) Artemii Kniazev 11:29 – (EQ) Iaroslav Likhachev 12:16 – (EQ) Aleksandr Chernyi 13:09 – (EQ) Daniil Gutik 14:00 – (EQ) Vasily Podkolzin 14:15 – (EQ) Iaroslav Likhachev / 14:56 – (EQ) Aleksandr Gordin / 16:27 – (EQ) Danil Zinovyev / 17:14 – (EQ) Vasily Podkolzin / 22:20 – (EQ) Matvey Guskov / 26:41 – (EQ) Matvey Guskov / 26:52 – (EQ) Danil Zinovyev / 28:19 – (EQ) Dmitrii Tiuvilin / 28:26 – (EQ) Egor Serdyuk / 29:35 – (EQ) Ilya Nikolaev / 31:47 – (EQ) Egor Serdyuk / 35:00 – (EQ) Egor Serdyuk / 35:46 – (EQ) Egor Serdyuk / 36:31 – (EQ) Aleksei Tsyplakov / 37:23 – (EQ) Vasily Podkolzin / 37:56 – (EQ) Ilya Safonov / 41:53 – (EQ) Egor Serdyuk / 44:04 – (EQ) Aleksandr Chernyi / 44:28 – (EQ) Mikhail Stikhanovskiy / 45:02 – (EQ) Nikolai Burenov / 46:45 – (EQ) Artemii Kniazev / 49:26 – (EQ) Egor Serdyuk / 50:00 – (EQ) Aleksandr Gordin / 51:52 – (SH1) Daniil Gutik / 52:10 – (SH1) Daniil Gutik / 53:50 – (PP1) Dmitrii Tiuvilin / 55:05 – (EQ) Iaroslav Likhachev / 55:10 – (EQ) Iaroslav Likhachev / 56:12 – (EQ) Daniil Gutik / 57:44 – (PP1) Iaroslav Likhachev / 58:17 – (EQ) Matvey Guskov |             |                                                                                  |

| 2017. február 14. 15:00 | Oroszország | 9 – 0 (2 – 0, 5 – 0, 2 – 0) | Franciaország | Erzurum GSIM Jégcsarnok, Erzurum Nézőszám: 280 |

| Jegyzőkönyv | Jegyzőkönyv | Jegyzőkönyv | Jegyzőkönyv | Jegyzőkönyv                                                                     |
| --- | ----------- | ----------- | ----------- | ------------------------------------------------------------------------------- |
| |             |             |             | Játékvezetők: Kincses Gergely Murat Cucu Vonalbírók: Berkay Aslanbey Gil Tichon |
| \| Aleksandr Gordin (EQ) – 02:26 / Matvey Guskov (EQ) – 10:42 / Ilya Nikolaev (PP1) – 21:44 / Aleksandr Chernyi (EQ) – 23:30 / Dmitrii Tiuvilin (PP1) – 32:58 / Aleksei Tsyplakov (EQ) – 39:29 / Vasily Podkolzin (EQ) – 39:44 / Ilya Safonov (EQ) – 53:29 / Danil Zinovyev (EQ) – 59:48 \| Gólok \| \| |             |             |             |                                                                                 |
| 14 perc | Büntetések  | 16 perc     |             |                                                                                 |
| 56 | Lövések     | 18          |             |                                                                                 |
| Aleksandr Gordin (EQ) – 02:26 / Matvey Guskov (EQ) – 10:42 / Ilya Nikolaev (PP1) – 21:44 / Aleksandr Chernyi (EQ) – 23:30 / Dmitrii Tiuvilin (PP1) – 32:58 / Aleksei Tsyplakov (EQ) – 39:29 / Vasily Podkolzin (EQ) – 39:44 / Ilya Safonov (EQ) – 53:29 / Danil Zinovyev (EQ) – 59:48                   | Gólok       |             |             |                                                                                 |

| 2017. február 15. 15:00 | Franciaország | 10 – 0 (4 – 0, 3 – 0, 3 – 0) | Törökország | Erzurum GSIM Jégcsarnok, Erzurum Nézőszám: 600 |

| Jegyzőkönyv | Jegyzőkönyv | Jegyzőkönyv | Jegyzőkönyv | Jegyzőkönyv                                                                   |
| --- | ----------- | ----------- | ----------- | ----------------------------------------------------------------------------- |
| |             |             |             | Játékvezetők: Kincses Gergely Vas Mátyás Vonalbírók: Berger Ákos Ferhat Aygun |
| \| Paul Joubert (EQ) – 02:59 / Samuel Rousseau (EQ) – 03:31 / Antonin Plagnat (SH1) – 05:25 / Nicolas Plaquevent (EQ) – 07:34 / Paul Joubert (EQ) – 24:42 / Robin Rabl (EQ) – 36:05 / Baptiste Couturier (EQ) – 39:42 / Jules Gallet (PP1) – 43:57 / Valentin Coffy (EQ) – 44:42 / Antonin Plagnat (EQ) – 51:51 / \| Gólok \| \| |             |             |             |                                                                               |
| 12 perc | Büntetések  | 12 perc     |             |                                                                               |
| 60 | Lövések     | 11          |             |                                                                               |
| Paul Joubert (EQ) – 02:59 / Samuel Rousseau (EQ) – 03:31 / Antonin Plagnat (SH1) – 05:25 / Nicolas Plaquevent (EQ) – 07:34 / Paul Joubert (EQ) – 24:42 / Robin Rabl (EQ) – 36:05 / Baptiste Couturier (EQ) – 39:42 / Jules Gallet (PP1) – 43:57 / Valentin Coffy (EQ) – 44:42 / Antonin Plagnat (EQ) – 51:51 /                   | Gólok       |             |             |                                                                               |

### B csoport
| Nemzet           | M | Gy | HGy | HV | V | G+ | G- | Gk | P |
| ---------------- | - | -- | --- | -- | - | -- | -- | -- | - |
| Fehéroroszország | 1 | 1  | 0   | 0  | 0 | 3  | 1  | +2 | 3 |
| Szlovákia        | 1 | 0  | 0   | 0  | 1 | 1  | 3  | −2 | 0 |

| 2017. február 14. 18:30 | Szlovákia | 1 – 3 (0 – 1, 1 – 0, 0 – 2) | Fehéroroszország | Erzurum GSIM Jégcsarnok, Erzurum Nézőszám: 500 |

| Jegyzőkönyv | Jegyzőkönyv | Jegyzőkönyv                                                                                 | Jegyzőkönyv | Jegyzőkönyv                                                                  |
| --- | ----------- | ------------------------------------------------------------------------------------------- | ----------- | ---------------------------------------------------------------------------- |
| |             |                                                                                             |             | Játékvezetők: Vedran Krcelic Vas Mátyás Vonalbírók: Murat Aygun Ferhat Aygun |
| \| Martin Fasko - Rudas (PP1) – 36:50 \| Gólok \| 03:29 – (PP1) Kiryl Miazheinikau / 44:12 – (EQ) Ivan Puseu / 55:03 – (EQ) Viktar Masilevich \| |             |                                                                                             |             |                                                                              |
| 16 perc | Büntetések  | 10 perc                                                                                     |             |                                                                              |
| 31 | Lövések     | 43                                                                                          |             |                                                                              |
| Martin Fasko - Rudas (PP1) – 36:50 | Gólok       | 03:29 – (PP1) Kiryl Miazheinikau / 44:12 – (EQ) Ivan Puseu / 55:03 – (EQ) Viktar Masilevich |             |                                                                              |

## Egyenes kieséses szakasz

### Elődöntők
| 2017. február 16. 15:00 | Fehéroroszország | 2 – 1 (1 – 0, 1 – 1, 0 – 0) | Franciaország | Erzurum GSIM Jégcsarnok, Erzurum Nézőszám: 300 |

| Jegyzőkönyv | Jegyzőkönyv | Jegyzőkönyv                   | Jegyzőkönyv | Jegyzőkönyv                                                                     |
| --- | ----------- | ----------------------------- | ----------- | ------------------------------------------------------------------------------- |
| |             |                               |             | Játékvezetők: Kincses Gergely Vas Mátyás Vonalbírók: Berkay Aslanbey Gil Tichon |
| \| Aliaksei Katsialouski (EQ) – 04:16 / Mikita Pyshkaila (EQ) – 27:48 \| Gólok \| 29:47 – (PP2) Matis Bourillon \| |             |                               |             |                                                                                 |
| 26 perc | Büntetések  | 12 perc                       |             |                                                                                 |
| 38 | Lövések     | 28                            |             |                                                                                 |
| Aliaksei Katsialouski (EQ) – 04:16 / Mikita Pyshkaila (EQ) – 27:48                                                 | Gólok       | 29:47 – (PP2) Matis Bourillon |             |                                                                                 |

| 2017. február 16. 18:30 | Oroszország | 4 – 2 (1 – 1, 2 – 0, 1 – 1) | Szlovákia | Erzurum GSIM Jégcsarnok, Erzurum Nézőszám: 600 |

| Jegyzőkönyv | Jegyzőkönyv | Jegyzőkönyv                                           | Jegyzőkönyv | Jegyzőkönyv                                                                  |
| --- | ----------- | ----------------------------------------------------- | ----------- | ---------------------------------------------------------------------------- |
| |             |                                                       |             | Játékvezetők: Vedran Krcelic Murat Cucu Vonalbírók: Ferhat Aygun Murat Aygun |
| \| Iaroslav Likhachev (EQ) – 04:22 / Ilya Safonov (EQ) – 28:04 / Aleksandr Chernyi (EQ) – 28:45 / Dmitrii Tiuvilin (EQ) – 40:33 \| Gólok \| 04:51 – (EQ) Jan Sarvas / 58:49 – (EQ) Oliver Okuliar \| |             |                                                       |             |                                                                              |
| 22 perc | Büntetések  | 24 perc                                               |             |                                                                              |
| 35 | Lövések     | 27                                                    |             |                                                                              |
| Iaroslav Likhachev (EQ) – 04:22 / Ilya Safonov (EQ) – 28:04 / Aleksandr Chernyi (EQ) – 28:45 / Dmitrii Tiuvilin (EQ) – 40:33                                                                         | Gólok       | 04:51 – (EQ) Jan Sarvas / 58:49 – (EQ) Oliver Okuliar |             |                                                                              |

### Bronzmérkőzés
| 2017. február 17. 13:00 | Franciaország | 2 – 3 (0 – 1, 0 – 1, 2 – 1) | Szlovákia | Erzurum GSIM Jégcsarnok, Erzurum Nézőszám: 100 |

| Jegyzőkönyv | Jegyzőkönyv | Jegyzőkönyv                                                                           | Jegyzőkönyv | Jegyzőkönyv                                                                 |
| --- | ----------- | ------------------------------------------------------------------------------------- | ----------- | --------------------------------------------------------------------------- |
| |             |                                                                                       |             | Játékvezetők: Murat Cucu Vas Mátyás Vonalbírók: Berkay Aslanbey Berger Ákos |
| \| Jules Gallet (EQ) – 57:21 / Baptiste Bruche (PP2) – 59:04 \| Gólok \| 07:22 – (PP1) Sebastian Hudec / 36:21 – (EQ) Adam Pauliny / 58:08 – (EQ) Adam Pauliny \| |             |                                                                                       |             |                                                                             |
| 8 perc | Büntetések  | 10 perc                                                                               |             |                                                                             |
| 36 | Lövések     | 43                                                                                    |             |                                                                             |
| Jules Gallet (EQ) – 57:21 / Baptiste Bruche (PP2) – 59:04 | Gólok       | 07:22 – (PP1) Sebastian Hudec / 36:21 – (EQ) Adam Pauliny / 58:08 – (EQ) Adam Pauliny |             |                                                                             |

### Döntő
| 2017. február 17. 16:30 | Fehéroroszország | 1 – 7 (1 – 2, 0 – 1, 0 – 4) | Oroszország | Erzurum GSIM Jégcsarnok, Erzurum Nézőszám: 1 400 |

| Jegyzőkönyv | Jegyzőkönyv | Jegyzőkönyv | Jegyzőkönyv | Jegyzőkönyv                                                                     |
| --- | ----------- | --- | ----------- | ------------------------------------------------------------------------------- |
| |             | |             | Játékvezetők: Vedran Krcelic Kincses Gergely Vonalbírók: Gil Tichon Murat Aygun |
| \| Ilya Salauyou (PP1) – 17:31 \| Gólok \| 01:58 – (EQ) Ilya Safonov / 08:32 – (PP1) Matvey Guskov / 20:53 – (PP2) Danil Zinovyev / 42:16 – (EQ) Vasily Podkolzin / 45:04 – (PP1) Nikolai Burenov / 45:51 – (EQ) Aleksei Tsyplakov / 58:27 – (EQ) Aleksandr Chernyi \| |             | |             |                                                                                 |
| 16 perc | Büntetések  | 14 perc |             |                                                                                 |
| 23 | Lövések     | 48 |             |                                                                                 |
| Ilya Salauyou (PP1) – 17:31 | Gólok       | 01:58 – (EQ) Ilya Safonov / 08:32 – (PP1) Matvey Guskov / 20:53 – (PP2) Danil Zinovyev / 42:16 – (EQ) Vasily Podkolzin / 45:04 – (PP1) Nikolai Burenov / 45:51 – (EQ) Aleksei Tsyplakov / 58:27 – (EQ) Aleksandr Chernyi |             |                                                                                 |

## Végeredmény
| Helyezés | Nemzet           | M | Gy | HGy | HV | V | G+ | G- | Gk  | P  |
| -------- | ---------------- | - | -- | --- | -- | - | -- | -- | --- | -- |
| Arany    | Oroszország      | 4 | 4  | 0   | 0  | 0 | 62 | 3  | +59 | 12 |
| Ezüst    | Fehéroroszország | 3 | 2  | 0   | 0  | 1 | 6  | 9  | −3  | 6  |
|          |                  |   |    |     |    |   |    |    |     |    |
| Bronz    | Szlovákia        | 3 | 1  | 0   | 0  | 2 | 6  | 9  | −3  | 3  |
| 4.       | Franciaország    | 4 | 1  | 0   | 0  | 3 | 13 | 14 | −1  | 3  |
|          |                  |   |    |     |    |   |    |    |     |    |
| 5.       | Törökország      | 2 | 0  | 0   | 0  | 2 | 0  | 52 | −52 | 0  |